# Colton (Californie)
Colton est une municipalité américaine du comté de San Bernardino, en Californie. Sa population était de 47 662 habitants au recensement de 2000.

## Histoire
La mouche 'Delhi Sands' est une mouche du genre Rhaphiomidas, elle est la seule mouche actuellement sur la liste des espèces en voie de disparition. Elle vit dans une zone de dunes sur seulement quelques centaines d'acres (100 km2) dans les environs de Colton, Fontana et Rancho Cucamonga. Elles vivent que pendant quelques semaines chaque année et se nourrissent de fleurs en août et septembre. Cette mouche a été répertoriée par le 'Fish and Wildlife Service' des États-Unis, le 23 septembre 1993. 97 % de son habitat d'origine a disparu. Les derniers secteurs se situent dans la commune de Colton.

## Démographie
| 1890  | 1900  | 1910  | 1920  | 1930  | 1940  |
| ----- | ----- | ----- | ----- | ----- | ----- |
| 1 315 | 1 285 | 3 980 | 4 282 | 8 014 | 9 686 |

| 1950   | 1960   | 1970   | 1980   | 1990   | 2000   |
| ------ | ------ | ------ | ------ | ------ | ------ |
| 14 465 | 18 666 | 20 016 | 21 310 | 40 213 | 47 662 |

| 2010   | - | - | - | - | - |
| ------ | - | - | - | - | - |
| 52 154 | - | - | - | - | - |